# Templemore
Templemore (in irlandese: An Teampall Mór) è una cittadina nella contea di North Tipperary, in Irlanda.

## Amministrazione

### Gemellaggi
- Prémilhat
- Potenza Picena